# Batalla de Podol
La Batalla de Podol fue un enfrentamiento menor en los primeros días de la campaña de Königgrätz de la guerra austro-prusiana en Bohemia los días 26 y 27 de junio de 1866. La batalla tuvo lugar en la actual Svijany entre tropas del Primer Ejército prusiano (la 15.ª Brigada de Julius von Bose) y elementos del I Cuerpo austriaco de Eduard Clam-Gallas.

## Antecedentes
El 24 de junio, el Príncipe Alberto de Sajonia había sido puesto al mando general de las fuerzas austro-sajonas a lo largo del río Iser. Las tropas de Alberto se unieron al I Cuerpo de Eduard Clam-Gallas cerca de Münchengrätz. El 26 de junio, Alberto sugirió que ocuparan Turnau hacia el norte para cubrir su flanco. Clam-Gallas no estuvo de acuerdo y no se hizo nada hasta la tarde, cuando Alberto recibió la noticia de la ocupación prusiana de Turnau al mismo tiempo que llegaba una orden de Ludwig von Benedek, el comandante del ejército austríaco del norte, de mantener Turnau y Münchengrätz a toda costa. Los Aliados decidieron recuperar Turnau y tomar las colinas al oeste del Iser más allá de Podol. Los puentes en Turnau y Podol permitirían a los prusianos girar el flanco norte aliado.

## La batalla
La avanzada de las cinco compañías prusianas de la 8.ª División, comandada por el comandante Flotow, llegó a Podol la noche del 26 de junio de 1866 y se apoderó del pueblo desocupado y los cuatro puentes al otro lado del río, incluido un puente de piedra.
La batalla comenzó alrededor de las 8:30 p. m. cuando elementos de la brigada de Ferdinand Poschacher se encontraron con la infantería de Flotow. A las 11 p. m., Flotow, superado en número, decidió retroceder. El mayor general Julius von Bose, el comandante de la 15.ª Brigada de la 8.ª División, estaba cerca de Preper y escuchó los disparos de Podol. Marchó con dos de sus batallones, unos 1300 hombres. Cerca de Podol, Bose vio a los prusianos en retirada y se enteró de la fuerza del ataque austriaco. Debido a la importancia vital de los puentes, Bose decidió atacar inmediatamente y retomar el pueblo junto con sus puentes.
Después de despejar la aldea, los austriacos continuaron su avance. Una columna austríaca de orden cerrado fue enfrentada por uno de los batallones de Bose y rechazada por la potencia de fuego superior de la fusil de aguja Dreyse prusiano. La 15.ª brigada avanzó gradualmente a través de Podol, derrotando varios contraataques austriacos en el camino. Con más fuerzas prusianas llegando a la escena, Bose y el coronel Drygalski personalmente dirigieron un ataque para volver a tomar los puentes. Drygalski fue asesinado por los austriacos y los prusianos vacilaron. Bose entonces tomó un rifle y condujo a sus hombres hacia adelante, capturando los puentes después de un intenso combate cuerpo a cuerpo.

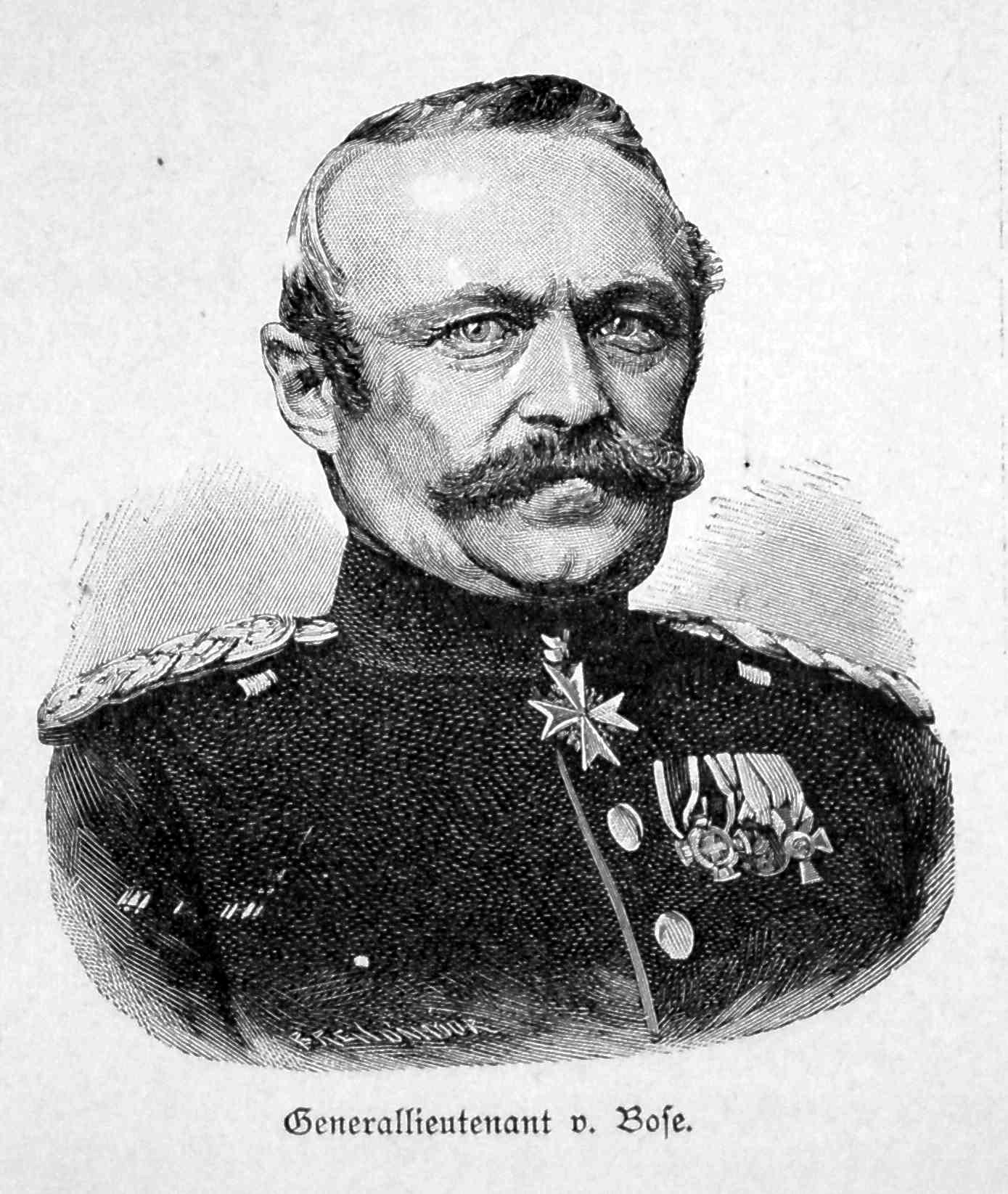
Mayor general Julius von Bose que dirigió el ataque prusiano que capturó Podol y los puentes sobre el Iser.

Otro batallón prusiano cruzó el río aguas arriba y se movió para atacar a los austríacos que se habían enzarzado en la ciudad, pero tropezó con los dos batallones de reserva de Poschacher. Clam-Gallas había llegado al campo de batalla y ordenaba atacar a estas reservas, pero los prusianos los derrotaron. Sin embargo, después de rechazar tres ataques, los prusianos habían agotado sus municiones y se habían retirado del río. Después de perder la ciudad, Clam-Gallas admitió la derrota y se retiró alrededor de la 1 a. m.

## Consecuencias
Las pérdidas austriacas ascendieron a 1052 hombres, incluidos 509 presos. Los prusianos habían perdido 130. La batalla fue un testimonio de la superioridad del arma de aguja sobre el fusil Lorenz austriaco.
Habiendo perdido los puentes en Podol y Turnau, los Aliados no tuvieron más remedio que abandonar la línea del Iser y retirarse a Gitschin el 28 de junio. Los prusianos los atacarían ese día en Münchengrätz.